# Colpospira joannae
Colpospira joannae is een slakkensoort uit de familie van de Turritellidae. De wetenschappelijke naam van de soort is voor het eerst geldig gepubliceerd in 1923 door Hedley.